# Хаджи, Георге
Гео́рге Ха́джи (рум. Gheorghe Hagi; род. 5 февраля 1965, Сэчеле, жудец Констанца) — румынский футбольный полузащитник, признанный лучшим футболистом Румынии XX века, член списка ФИФА 100. С 2001 года работает тренером.

## Карьера игрока

### Румыния
Воспитанник клуба «Фарул» из Констанцы, также занимался с бухарестским «Лучафэрул». Затем перед ним встал выбор, где продолжить карьеру: в столичном «Спортул Студенцеск» или в «Университате» из Крайовы, и он выбрал первое. В 1986 году лидер румынского футбола «Стяуа» выиграла Кубок чемпионов и на последующий матч за Суперкубок Европы арендовала у «Спортул Студенцеск» Хаджи, который и забил единственный в матче гол в ворота киевского «Динамо». После такого триумфа «Стяуа» оставила его у себя ещё на 3 года, за которые клуб трижды сделал золотой дубль и один раз дошёл до финала Кубка чемпионов.

### Испания и Италия
В 1990 году Хаджи заключил контракт с мадридским «Реалом», который заплатил за него 4 300 000$. Однако по прошествии двух сезонов, за которые клуб ничего не выиграл, права на футболиста были переданы итальянской «Брешиа», выступавшей в Серии B. За два сезона ему удалось как выйти с ней в Серию A, так и вылететь обратно в Серию B. В 1994 году перешёл в «Барселону», с которой за два сезона также ничего не добился.

### Турция
Переход в турецкий «Галатасарай» в 1996 году стал гораздо удачнее для Хаджи. Там он стал лидером команды и любимцем болельщиков. На закате своей карьеры, в 2000 году, Хаджи выиграл Кубок и Суперкубок УЕФА.

## Сборная
В сборную Румынии Хаджи стал попадать с 1983 года, и уже в 1984 году поехал в её составе на чемпионат Европы, где румыны оказались последними в своей группе. Его лучшее достижение в составе сборной — выход в четвертьфинал чемпионата мира 1994 года, когда румыны финишировали первыми в группе, переиграли в 1/8 финала Аргентину и уступили в последнем матче шведам только в серии пенальти. После чемпионата мира 1998 года Хаджи принял решение уйти из сборной, но когда команда пробилась на Евро 2000, вернулся и помог ей выйти из «группы смерти» в борьбе с командами Англии, Германии и Португалии.

## Карьера тренера
Почти сразу после завершения выступлений за «Галатасарай», в 2001 году, Хаджи был назначен главным тренером сборной Румынии, с которой не смог пробиться на чемпионат мира 2002 года, после чего ушёл с поста.
В 2003 году он имел неудачный опыт работы с турецким «Бурсаспором». Зато возвращение в качестве тренера в «Галатасарай» было удачным: в 2005 году был взят кубок страны.
В 2006 году тренера переманила «Политехника», но результаты команды не были впечатляющими, и у него возникли разногласия с руководством, поэтому и там он не задержался.
В июне 2007 года Хаджи возглавил «Стяуа», с которой ему не удался старт в чемпионате. Несмотря на то, что обыграв в квалификационном раунде поочерёдно польский «Заглембе» и белорусский БАТЭ, команда попала в основной розыгрыш Лиги чемпионов 2007/08, сразу после поражения в первом матче от пражской «Славии» его отправили в отставку.
21 октября 2010 года подписал полуторагодовой контракт с «Галатасараем».

## Достижения

### Как игрок
«Стяуа»
- Чемпион Румынии (3): 1986/87, 1987/88, 1988/89
- Обладатель Кубка Румынии (3): 1986/87, 1987/88, 1988/89
- Обладатель Суперкубка УЕФА: 1986
- Финалист Кубка европейских чемпионов: 1988/89

«Реал Мадрид»
- Обладатель Суперкубка Испании: 1990

«Брешиа»
- Победитель итальянской Серии B: 1991/92
- Обладатель Англо-итальянского кубка: 1993/94

«Барселона»
- Обладатель Суперкубка Испании: 1994

«Галатасарай»
- Чемпион Турции (4): 1996/97, 1997/98, 1998/99, 1999/00
- Обладатель Кубка Турции (2): 1998/99, 1999/00
- Обладатель Суперкубка УЕФА: 2000
- Обладатель Кубка УЕФА: 1999/00

### Как тренер
«Галатасарай»
- Обладатель Кубка Турции: 2004/05

«Вииторул»
- Чемпион Румынии: 2016/17
- Обладатель Кубка Румынии: 2018/19

### Личные достижения
- Футболист года в Румынии (7): 1985, 1987, 1993, 1994, 1997, 1999, 2000
- Футболист года в Турции (3): 1996, 1999, 2000
- Лучший бомбардир чемпионата Румынии (2): 1985, 1986
- Лучший бомбардир Кубка европейских чемпионов: 1987/88
- Входит в символическую сборную чемпионата мира: 1994
- Почётный гражданин Бухареста: 1994[4]
- Включён в список величайших футболистов XX века по версии World Soccer
- Лучший футболист Румынии за период 1954—2003 годов (юбилейный приз к 50-летию UEFA)
- Командор ордена «За верную службу»: 2000[5]
- Включен в список FIFA 100: 2004
- Орден «За спортивные заслуги» II степени I типа: 2008[6]
- Тренер года в Румынии (2): 2015, 2017
- Golden Foot: 2015 (в номинации «Легенды футбола»)
- Кавалер ордена Звезды Румынии: 2025[7]

## Личная жизнь
Сын Янис (р. 1998) — профессиональный футболист, дочь Кира — актриса.